# Fenerbahçe Spor Kulübü 2014-2015 (pallacanestro maschile)
Questa voce raccoglie le informazioni riguardanti il Fenerbahçe Spor Kulübü nelle competizioni ufficiali della stagione 2014-2015.

## Stagione
La stagione 2014-2015 del Fenerbahçe è la 49ª nel massimo campionato turco di pallacanestro, la Türkiye 1. Basketbol Ligi.

## Roster
Aggiornato al 14 luglio 2019.
| Fenerbahçe Ülker 2014-15 | Fenerbahçe Ülker 2014-15 |
| Giocatori                | Staff tecnico            |
| ------------------------ | ------------------------ |

| N. | Naz.                                        | Ruolo | Nome              | Anno | Alt.   | Peso   |  |
| -- | ------------------------------------------- | ----- | ----------------- | ---- | ------ | ------ |  |
| 0  | Stati Uniti (bandiera)                      | G     | Andrew Goudelock  | 1988 | 191 cm | 91 kg  |  |
| 1  | Grecia (bandiera)                           | PG    | Nikos Zīsīs       | 1983 | 197 cm | 94 kg  |  |
| 3  | Stati Uniti (bandiera) · Georgia (bandiera) | PG    | Ricky Hickman     | 1985 | 189 cm | 88 kg  |  |
| 8  | Serbia (bandiera)                           | AG    | Nemanja Bjelica   | 1988 | 209 cm | 104 kg |  |
| 9  | Turchia (bandiera)                          | C     | Semih Erden       | 1986 | 210 cm | 109 kg |  |
| 10 | Turchia (bandiera)                          | G     | Melih Mahmutoğlu  | 1990 | 191 cm | 85 kg  |  |
| 12 | Turchia (bandiera)                          | AG    | İzzet Türkyılmaz  | 1990 | 212 cm | 95 kg  |  |
| 13 | Serbia (bandiera)                           | G     | Bogdan Bogdanović | 1992 | 197 cm | 93 kg  |  |
| 14 | Turchia (bandiera)                          | C     | Ömer Yurtseven    | 1998 | 208 cm | 109 kg |  |
| 15 | Turchia (bandiera)                          | AP    | Serhat Çetin      | 1986 | 197 cm | 95 kg  |  |
| 20 | Turchia (bandiera)                          | G     | Can Altıntığ      | 1987 | 195 cm | 93 kg  |  |
| 21 | Turchia (bandiera)                          | C     | Oğuz Savaş        | 1987 | 213 cm | 130 kg |  |
| 22 | Croazia (bandiera)                          | C     | Luka Žorić        | 1984 | 211 cm | 110 kg |  |
| 23 | Turchia (bandiera)                          | P     | Berk Uğurlu       | 1996 | 192 cm | 72 kg  |  |
| 24 | Rep. Ceca (bandiera)                        | AG    | Jan Veselý        | 1990 | 213 cm | 110 kg |  |
| 25 | Kosovo (bandiera) · Turchia (bandiera)      | PG    | Kenan Sipahi      | 1995 | 197 cm | 88 kg  |  |
| 55 | Slovenia (bandiera) · Turchia (bandiera)    | A     | Emir Preldžič (C) | 1987 | 206 cm | 100 kg |  |

| Allenatore                                                                                                  |
| - Željko Obradović                                                                                          |
| Assistente/i                                                                                                |
| - Vladimir Androić - Erdem Can - Josep Maria Izquierdo Legenda - (C) Capitano - (IN) Inattivo - Infortunato |

## Mercato

### Sessione estiva
| Acquisti | Acquisti          | Acquisti         | Acquisti                   | Acquisti |
| R.a      | Nome              | da               | Modalità                   |          |
| -------- | ----------------- | ---------------- | -------------------------- | -------- |
| AP       | Serhat Çetin      | Tofaş Bursa      | definitivo                 |          |
| G        | Andrew Goudelock  | UNICS Kazan'     | definitivo                 |          |
| C        | Semih Erden       | Anadolu Efes     | definitivo                 |          |
| PG       | Ricky Hickman     | Maccabi Tel Aviv | definitivo                 |          |
| G        | Bogdan Bogdanović | Partizan         | definitivo (1.3 milioni $) |          |
| G        | Can Altıntığ      | Karşıyaka        | definitivo                 |          |
| AG       | Jan Veselý        | Denver Nuggets   | definitivo                 |          |
| G        | Barış Ermiş       | Gaziantep BŞB    | fine prestito              |          |
| AG       | Berkay Candan     | TED Ankara       | fine prestito              |          |

| Cessioni | Cessioni         | Cessioni          | Cessioni       | Cessioni |
| R.       | Nome             | a                 | Modalità       |          |
| -------- | ---------------- | ----------------- | -------------- | -------- |
| A        | Linas Kleiza     | Olimpia Milano    | rescissione    |          |
| C        | Gašper Vidmar    | Darüşşafaka       | fine contratto |          |
| AP       | Metecan Birsen   | Eskişehir         | prestito       |          |
| P        | Bo McCalebb      | Free agent        | rescissione    |          |
| AG       | İlkan Karaman    | Free agent        | rescissione    |          |
| G        | Ömer Onan        |                   | ritirato       |          |
| C        | Blagota Sekulić  | Canarias Tenerife | fine contratto |          |
| AP       | Bojan Bogdanović | Brooklyn Nets     | fine contratto |          |
| G        | Barış Ermiş      | Türk Telekom      | fine contratto |          |
| AG       | Ayberk Olmaz     | TED Ankara        | prestito       |          |
| AG       | Berkay Candan    | Bandırma Banvit   | prestito       |          |

### Dopo l'inizio della stagione
| Acquisti | Acquisti    | Acquisti     | Acquisti         | Acquisti   |
| R.       | Nome        | da           | Data             | Modalità   |
| -------- | ----------- | ------------ | ---------------- | ---------- |
| PG       | Nikos Zīsīs | UNICS Kazan' | 29 dicembre 2014 | definitivo |

| Cessioni | Cessioni         | Cessioni    | Cessioni         | Cessioni    |
| R.       | Nome             | a           | Data             | Modalità    |
| -------- | ---------------- | ----------- | ---------------- | ----------- |
| AG       | İzzet Türkyılmaz | Le Mans     | 26 novembre 2014 | rescissione |
| G        | Can Altıntığ     | Trabzonspor | 4 dicembre 2014  | prestito    |